# Biryu
Biryu war der zweite Sohn von Dongmyeong (Jumong) und So Seo-no. Er war der ältere Bruder von Onjo, der als Begründer von Baekje (18 v. Chr.–660 n. Chr.) gilt, welches eines der Drei Reiche von Korea war. In einer anderen Legende gilt Biryu selbst als Gründer von Baekje und Dongmyeong ist nur sein Stiefvater. Dieser hat die Kinder aus So Seo-no erster Ehe mit einem Verwandten Dongmyeongs aufgenommen.

## Die Aufzeichnungen über die Gründung von Baekje
Das Samguk Sagi beinhaltet zwei verschiedene Geschichten (oder Legenden, da die Integrität der Schrift aus dem 12. Jahrhundert angezweifelt wird) über die Gründung von Baekje. Eine der beiden beschreibt wie Onjo, Baekje gründet und die andere eine alternative Version der Geschichte, in der Biryu der Gründer ist. Im weiteren Verlauf des Samguk Sagi werden jedoch nur noch Onjos Nachkommen als königliche Dynastie Baekjes genannt und somit die „Onjo-Version“ legitimiert.
In der Onjo-Version hatte Dongmyeong drei Söhne: Yuri, Biryu und Onjo. Als Yuri, geboren von Dongmyeongs vorheriger Frau im Königreich Ost-Buyeo (동부여 Dong-buyeo), Thronfolger in Goguryeo wurde, zogen Biryu, Seo-no und Onjo auf letzteres Drängen in den Süden, um ihre eigenen Königreiche zu gründen. Nach einem Streit um den richtigen Siedlungsort trennten sich die Brüder und führten ihre Gefolgsleute an zwei verschiedene Stellen. Nach dem Samguk Yusa, hat Biryu in Michuhol (미추홀/彌鄒忽; historische Region südlich des heutigen Incheon) sein Königreich gegründet. Onjo hingegen gründete laut den Samguk Sagi sein Reich Sipje (십제, 十濟) südlich des Hangang auf dem Gebiet des heutigen Seoul. Die Hauptstadt war als Wiryeseong bekannt und wurde nach wenigen Jahren auf die Nordseite des Hangang verlegt. Der Name der ersten Hauptstadt lautete Wiryeseong und nach der Verlegung nördlich des Flusses waren die Siedlungen als Habuk Wiryeseong (kor. für Wiryeseong „Nördlich–des–Flusses“) und Hanam Wiryeseong (kor. für Wiryeseong „Südlich–des–Flusses“) bekannt, auch wenn beide oft als eine Siedlung genannt wurden. Aufgrund der bisher nicht eindeutigen archäologischen Ergebnisse ist auch eine umgekehrte Reihenfolge, in der Habuk Wiryeseong vor Hanam Wiryeseong gegründet wurde, in der Literatur vorhanden. Als Biryu realisierte, dass Michuhol zu unfruchtbar und zu salzig war und Onjos Siedlung im Gegensatz dazu florierte, beging er aus Reue Suizid und seine Leute siedelten zu seinem Bruder über. Im Samguk Sagi wird dies nach der Etablierung von Hanam Wiryeseong aufgezählt und dadurch auf nach 18 n. Chr. datiert. Die Datierung gilt in der Wissenschaft als nicht plausibel und es gibt mehrere Quellen, die darauf hinweisen, dass die Liste der Könige Baekjes bereits im 1. Jahrtausend mit fiktiven Figuren erweitert wurde.
In der zweiten Version der Geschichte in der Samguk Sagi ist Dongmyeong der Stiefvater der zwei Brüder und nach Biryus Vorschlag ziehen sie mit ihrer Mutter und Anhängern in den Süden um bei Michuhol zu siedeln. Die Brüder verwerfen sich nicht und es wird auch nicht erwähnt, dass die Siedlung fehlschlägt.

## Weiteres
Biryu wird ebenfalls in den Haedong goseungjeon (해동고승전/海東高僧傳) erwähnt und ein Nebenfluss des Taedong-gang trägt seinen Namen.
Der 11. König von Baekje (Biryu) und der 20. König von Baekje (Biyu) trugen ihre Namen entweder basierend auf dem „Ur“-Biryu oder ihre Namen wurden für die vermutlich fiktive Gründungsgeschichte genutzt.

## Darstellungen in Medien
- Jumong 2006–2007, südkoreanische Historien-Dramaserie, gespielt von Lee Jae-suk
- The King of Legend 2010–2011, südkoreanische Historien-Dramaserie, gespielt von Yoon Seung-won
- 한국사기 (in dt. in etwa „Chronik Koreas“) 2017, südkoreanisches Dokudrama, gespielt von Hong Jung-heon